# Phyllotodes obliquefasciatus
Phyllotodes obliquefasciatus là một loài bọ cánh cứng trong họ Cerambycidae.